# فتيليا (دراما)
فتيليا (Φτελιά) هي مدينة في دراما في مقاطعة فوريا إلادا في اليونان.